# Fernanda Neves Beling
Fernanda Neves Beling, née le 5 décembre 1982 à Belo Horizonte, dans l'État du Minas Gerais au Brésil, est une joueuse brésilienne de basket-ball. Elle évolue durant sa carrière au poste d'ailière.

## Palmarès
- Champion des Amériques 2009